# Cheiracanthium festae
Cheiracanthium festae là một loài nhện trong họ Miturgidae.
Loài này thuộc chi Cheiracanthium. Cheiracanthium festae được miêu tả năm 1895 bởi Pavesi.